# اضطرابات المعالجة السمعية
اضطرابات المعالجة السمعية (APD)، والمعروفة أيضًا باسم اضطراب المعالجة السمعية المركزية (CAPD) مصطلح عام لمجموعة من الاضطرابات المؤثرة في طريقة معالجة المخ للمعلومات السمعية. وعادة ما يتمتع الأفراد المصابون باضطرابات المعالجة السمعية بهيكل طبيعي وأداء طبيعي للأذن الخارجية والوسطى والداخلية (السمع المحيطي). ومع ذلك، لا يمكن لهؤلاء المرضى معالجة المعلومات التي يسمعونها بالطريقة ذاتها مثل غيرهم، مما يؤدي إلى صعوبات في إدراك الأصوات وتفسيرها، ولا سيما أصوات العبارات الكلامية. ومن المعتقد أن هذه الصعوبات تنشأ نتيجة خلل في الجهاز العصبي المركزي (أي الدماغ). وقد تمت الإشارة إلى اضطرابات المعالجة السمعية على أنه خلل قراءة يصيب الآذان.
اضطرابات المعالجة السمعية لا تندرج في التصنيفات المبنية على التشخيص مثل الدليل التشخيصي والإحصائي للاضطرابات العقلية، الطبعة الرابعة (DSM-IV). تعد اضطرابات المعالجة السمعية متلازمة غير مترابطة منطقيًا مع معايير تشخيص محددة. وإنما هي تسمية تنطبق في حالة معاناة الشخص من صعوبات في التعرف على الأصوات وتفسيرها والتي لم تكن نتيجة لفقدان أحد الأطراف السمعية.
قد تؤثر اضطرابات المعالجة السمعية في الأطفال والبالغين، رغم أن انتشارها الفعلي غير معروف حاليًا. ومن المرجح أن الرجال أكثر عرضة للإصابة بهذه الاضطرابات من الإناث بمرتين، ولكن لا توجد دراسات وبائية جيدة في هذا الشأن.

## التعريفات
نشرت الجمعية الأمريكية للتحدث -اللغة -السمع (ASHA) (American Speech-Language-Hearing Association) كتاب "اضطراب المعالجة السمعية المركزية" ((Central) Auditory Processing Disorders) في يناير 2005 استكمالاً لكتاب "المعالجة السمعية المركزية": الوضع الراهن للبحوث والآثار المترتبة على الممارسة السريرية (الجمعية الأمريكية للتحدث -اللغة -السمع 1996)". وأصدرت الأكاديمية الأمريكية للسمعيات المبادئ التوجيهية للممارسات الحالية المتعلقة باضطراب المعالجة السمعية
وفي عام 2011، نشرت الجمعية البريطانية لعلم السمع كتاب «المبادئ التوجيهية للممارسة المثلى».
قد تكون اضطرابات المعالجة السمعية متعلقة بعوامل نمو أو مكتسبة. وقد تنتُج عن التهابات الأذن أو إصابات الرأس أو تأخرات نمائية عصبية تؤثر في المعلومات السمعية. وقد يقترن هذا بمشاكل مع:«تحديد موقع الصوت والتخصيص الجانبي (انظر أيضًا) دمج معلومات كلتا الأذنين)؛ والتمييز السمعي والتعرف على الأنماط السمعية والجوانب الوقتية للاستماع بما في ذلك الدمج الوقتي والتمييز الوقتي (مثال، اكتشاف الفجوة الوقتية) والترتيب الوقتي والتقنيع الصدغي؛ والأداء السمعي في الإشارات الصوتية التنافسية (بما في ذلك الاستماع الثنائي)؛ والأداء السمعي ذو الإشارات الصوتية الضعيفة.»
وقد وضعت لجنة المهن الطبية بالمملكة المتحدة توجيهات برنامج أبحاث اضطرابات المعالجة السمعية التعريف العملي التالي لاضطرابات المعالجة السمعية: تنشأ "اضطرابات المعالجة السمعية" من اختلال في الوظائف العصبية ويتميز بضعف التعرف على الأصوات الكلامية أو تمييزها أو فصلها أو تجميعها أو تحديد مكانها أو ترتيبها. ولا تنشأ هذه الاضطرابات فقط نتيجة لقصور الانتباه العام أو اللغة أو العمليات المعرفية الأخرى."

## الأعراض والعلامات
يختبر العديد من المرضى مشاكل في التعلّم وفي إنجاز المهام اليومية مع تطوّرها إلى صعوبات بمرور الوقت. يمكن للبالغين المصابين باضطرابات المعالجة السمعية أن يختبروا الأعراض والعلامات التالية:
- الصوت المرتفع أثناء الحديث
- صعوبة في تذكّر قائمة أو سلسلة من الأحداث
- يطلب المصاب إعادة الكلمات أو الجمل
- يملك قدرة ضئيلة في تذكّر المعلومات التي تعلّمها سمعيًا
- يفسّر الكلمات بشكل حرفي
- يجد صعوبة السماع بوضوح في البيئات الصاخبة
- يعتمد على التكيّف والاستراتيجيات المعدّلة
- يطالب ببيئة عمل هادئة بعيدًا عن الآخرين
- يطالب بالصيغ المكتوبة عند حضور المحاضرات الشفهية
- يسأل عن التوجيهات كل خطوة بخطوتها

## الأسباب

### مكتسبة
يمكن لاضطراب المعالجة السمعية أن يكون بسبب أي أذية أو اعتلال في الجهاز العصبي السمعي المركزي وأن يسبب اضطرابات معالجة سمعية.

### الوراثية
أشارت بعض الدراسات إلى تزايد انتشار التاريخ العائلي من الاعتلالات السمعية عند المرضى الذين أجريت عليهم الدراسة. يقترح نمط النتائج أن اضطرابات المعالجة السمعية قد يكون مرتبطًا بحالات من الوراثة الجسمية الراجحة. تُعد القدرة على سماع وفهم العديد من الرسائل في الوقت ذاته خاصية متأثرة بالجينات بشكل كبير وفقًا للباحثين. تورّث أحيانًا هذه الدارات السمعية القصيرة عائليًا أو قد تنجم عن صعوبات ولادية، تتشابه بذلك مع أي صعوبات تعلم أخرى. قد ترتبط اضطرابات المعالجة السمعية مع الحالات المتأثرة بالخصال الوراثية، مثل الاضطرابات التطورية المتعدّدة. يحدد توارث اضطراب المعالجة السمعية فيما إذا كانت الحالة موروثة من الأبوين أو أنها سارية عائليًا. قد يكون اضطراب المعالجة السمعية المركزية من الخصال العصبية الموروثة عن الأم أو الأب.

### الأسباب التطورية
يبقى السبب في أغلب اضطرابات المعالجة السمعية التطوري غير معروفًا، مع استثناء الحبسة الصرعية المكتسبة ومتلازمة لاندو-كليفنر، حيث تتأثر بشكل شديد التدهورات التطورية للطفل مع الإدراك اللغوي. يُعتقد أن الطفل أصم إلا أنه في تلك الحالات يُلاحظ تمتّعه بسمع محيطي طبيعي. في الحالات الأخرى، تتضمن الأسباب المشتبه بها أو المعروفة لاضطراب المعالجة السمعية عند الأطفال تأخّر في اكتمال تشكل الميالين، الخلايا المنزاحة أو المتوضعة في غير موقعها في المناطق السمعية القشرية، أو الاستعداد الوراثي. يبدو أن التاريخ العائلي للإصابة بالصرع البدني الراجح والنوبات التي تؤثر على الفص الصدغي الأيسر يتسبّب بصعوبات أو مشاكل في المعالجة السمعية. يُظهر التحليل الجيني في العائلات الممتدّة مع معدّل مرتفع من اضطرابات المعالجة السمعية، تُظهر النمط الفرداني في الصبغي 12 الذي يشارك بشكل منفصل كليًا مع ضعف لغوي.

### الأسباب الجسمية
يبدو أن القلق الجسمي (وهي الأعراض البدنية مثل فراشات في المعدة أو الفم القطني (جفاف الفم) وحالات التوتر، قد تكون محدّدة أو معرّفة لاعتلال أو ضعف سماع الحديث.

## معلومات تاريخية
أجري البحث الأول بشأن «اضطرابات المعالجة السمعية» في عام 1954 عن طريق دراسة هيلمر مايكلبوست (Helmer Myklebust)، «الاضطرابات السمعية لدى الأطفال». وأفادت دراسة مايكلبوست أن اضطرابات المعالجة السمعية منفصلة عن صعوبات تعلم اللغة. وقد أثار عمله الاهتمام بالعيوب السمعية التي تلي إصابات الدماغ المكتسبة التي تؤثر في الفصوص الصدغية وهو الأمر الذي أدى إلى بذل مزيد من الجهد للبحث عن الأسس النفسية للمعالجة السمعية، ولكن حتى أواخر السبعينيات وأوائل الثمانينيات لم يكن هناك أبحاث تهتم بشدة باضطرابات المعالجة السمعية.
وفي عام 1977، أطلق أحد المؤتمرات التي عقدت بشأن اضطرابات المعالجة السمعية سلسلة جديدة من الدراسات التي تركز على اضطرابات المعالجة السمعية لدى الأطفال. تعد جميع الاختبارات المستخدمة حاليًا لتشخيص اضطرابات المعالجة السمعية ناتجة عن هذا العمل. وابتكر هؤلاء الباحثون أيضًا العديد من الأساليب التدريبية السمعية، بما في ذلك تدريب التحويل بين نصفي المخ وتدريب اختلاف شدة الربط بين الأذنين. وتعطينا هذه الفترة تعليلات تقريبية لأسباب اضطراب المعالجة السمعية وخيارات العلاج المحتملة لهذه الاضطرابات.
وقد اهتمت معظم الأعمال التي أُجريت في أواخر تسعينيات القرن الماضي والألفية الجديدة بتنقية عملية الاختبار، وتطوير خيارات علاج أكثر تطورًا والبحث عن عوامل الخطر الوراثية التي قد تؤدي للإصابة باضطراب المعالجة السمعية. وقد سعى العلماء لتطوير الاختبارات السلوكية للأداء السمعي واختبارات التصوير العصبي والاختبارات الصوتية الإلكترونية واختبار فيزيولوجيا الكهربية. وقد أدى العمل باستخدام التكنولوجيا الجديدة إلى إصدار عدد من البرامج المُستخدمة في التدريب السمعي. ومع ازدياد الوعي العالمي بالاضطرابات العقلية والإدراك المتزايد لـعلم الأعصاب، احتل موضوع المعالجة السمعية مكانة بارزة في الوعي العام والأكاديمي أكثر من أي وقت مضى.

## التشخيص
يُعد اضطراب المعالجة السمعية أحد الاضطرابات صعبة التشخيص. تشتمل الأعراض الذاتية التي تؤدي لتقييم اضطراب المعالجة السمعية على العجز المتقطع عن معالجة المعلومات اللفظية، مما يؤدي إلى لجوء الشخص إلى التخمين لملء فجوات المعالجة. وقد تظهر بعض المشاكل المتفاوتة مع تفسير الكلام في الأماكن المليئة بالضجيج.
وقد تم تحديد اضطراب المعالجة السمعية من الناحية التشريحية من حيث اندماج المساحات السمعية للـجهاز العصبي. رُغم عدم وجود أي دليل لدى الأطفال الذين يعانون من أعراض اضطراب المعالجة السمعية على مرض عصبي ويتم التشخيص بناءً على الأداء في الاختبارات السمعية السلوكية. المعالجة السمعية علاوة عن "دمج ما نقوم به مع ما نسمعه"", وفي حالة اضطراب المعالجة السمعية، يحدث نوع من عدم التطابق بين القدرة السمعية الطرفية (والتي تكون عادة طبيعية) وبين القدرة على تفسير الأصوات أو تميزها. لذا ففي الحالات التي لا توجد بها علامات إعاقة للجهاز العصبي، يتم تشخيص اضطراب المعالجة السمعية بناءً على الاختبارات السمعية. ورُغم ذلك، لا يوجد إجماع على أنواع الاختبارات التي ينبغي إجراؤها في عملية التشخيص، كما يتضح من تعاقب تقارير فرق العمل التي ظهرت في السنوات الأخيرة. وكان أولها في عام 1996. وأعقب ذلك مؤتمر نظمته الأكاديمية الأمريكية لعلم السمع. حيث يحاول الخبراء تحديد المعايير التشخيصية اللازمة للتعامل مع المشكلة التي قد يكون أداء الطفل ضعيفًا في اختبار السمع لأسباب غير مفهوم ضعف السمع: على سبيل المثال، قد يكون العجز بسبب عدم الانتباه أو صعوبة التأقلم مع مطالب المهمة أو أن تكون قدرته اللغوية محدودة. وفي محاولة لاستبعاد بعض هذه العوامل على الأقل، دعا مؤتمر الأكاديمية الأمريكية لعلم السمع صراحة إلى أن الطفل لا بد وأن يعاني من مشكلة شكلية محددة، حتى يتم تشخيص حالته باضطراب المعالجة السمعية، بمعنى أنها تؤثر في المعالجة السمعية دون البصرية. ورُغم ذلك، رفضت لجنة الجمعية الأمريكية للتحدث -اللغة -السمع لاحقًا الطريقة المحددة على أنها السمة المحددة لاضطرابات العالجة السمعية.
يمكن استخدام الاستطلاعات أو الاستبيانات في تحديد الأشخاص المحتمل إصابتهم باضطراب معالجة سمعية، بكونها توجّه إلى مشاكل شائعة في السمع. يمكنه أن تساعد في اتخاذ قرار السعي لإجراء تقييم سريري. تُعد صعوبات إدراك الحديث في بيئة صاخبة، إحدى مشكلات السمع الأكثر شيوعًا. تعدّ الأعراض تالية الذكر تشخيصية عند الأطفال الذين يعانون من اضطرابات سمعية، وفقًا لاستجابة المشاركين في الدراسة التي أجراها نيجنهويس، دي فيت، ولوينج عام 2017، والتي تعبر عادةً مشكلة عند المراهقين والبالغين. تتضمن:
- صعوبة السمع في الضجة
- مشاكل انتباه سمعي
- فهم أفضل للقضايا كل واحدة على حدة
- صعوبات في تحديد مصدر الضجيج
- صعوبات في تذكر المعلومات المذكورة شفهيً[50]

## وصلات خارجية
- Auditory processing disorder: An overview for the clinician
- American Speech-Language-Hearing Association (ASHA)
- UK Medical Research Council Institute of Hearing Research)
- Auditory Processing Disorder in the UK (APDUK)
- Support community for CAPD